# Dampierre-en-Burly
Dampierre-en-Burly ist eine französische Gemeinde mit 1.454 Einwohnern (Stand: 1. Januar 2022) im Département Loiret in der Region Centre-Val de Loire. Die Gemeinde gehört zum Arrondissement Orléans und ist Teil des Kantons Sully-sur-Loire. Die Einwohner werden Dampierrois genannt.

## Geographie
Dampierre-en-Burly liegt etwa 48 Kilometer ostsüdöstlich von Orléans. Im Osten liegt der Wald von Orléans. Umgeben wird Dampierre-en-Burly von den Nachbargemeinden Montereau im Norden, Le Moulinet-sur-Solin im Norden und Nordosten, Les Choux im Nordosten, Nevoy im Osten und Südosten, Saint-Gondon im Süden, Lion-en-Sullias im Südwesten sowie Ouzouer-sur-Loire im Westen.
Durch die Gemeinde führt die frühere Route nationale 152 (heutige D952). Im Gemeindegebiet liegt das Kernkraftwerk Dampierre.

## Bevölkerungsentwicklung
| 1962                       | 1968 | 1975 | 1982 | 1990 | 1999 | 2006 | 2018 |
| -------------------------- | ---- | ---- | ---- | ---- | ---- | ---- | ---- |
| 598                        | 553  | 536  | 909  | 915  | 1103 | 1165 | 1480 |
| Quellen: Cassini und INSEE |      |      |      |      |      |      |      |

## Sehenswürdigkeiten
- Kirche Saint-Pierre aus dem 19. Jahrhundert
- Schloss Dampierre, im 17. Jahrhundert erbaut, seit 1928 Monument historique
- Schloss Le Marchais-Creux aus dem 19. Jahrhundert

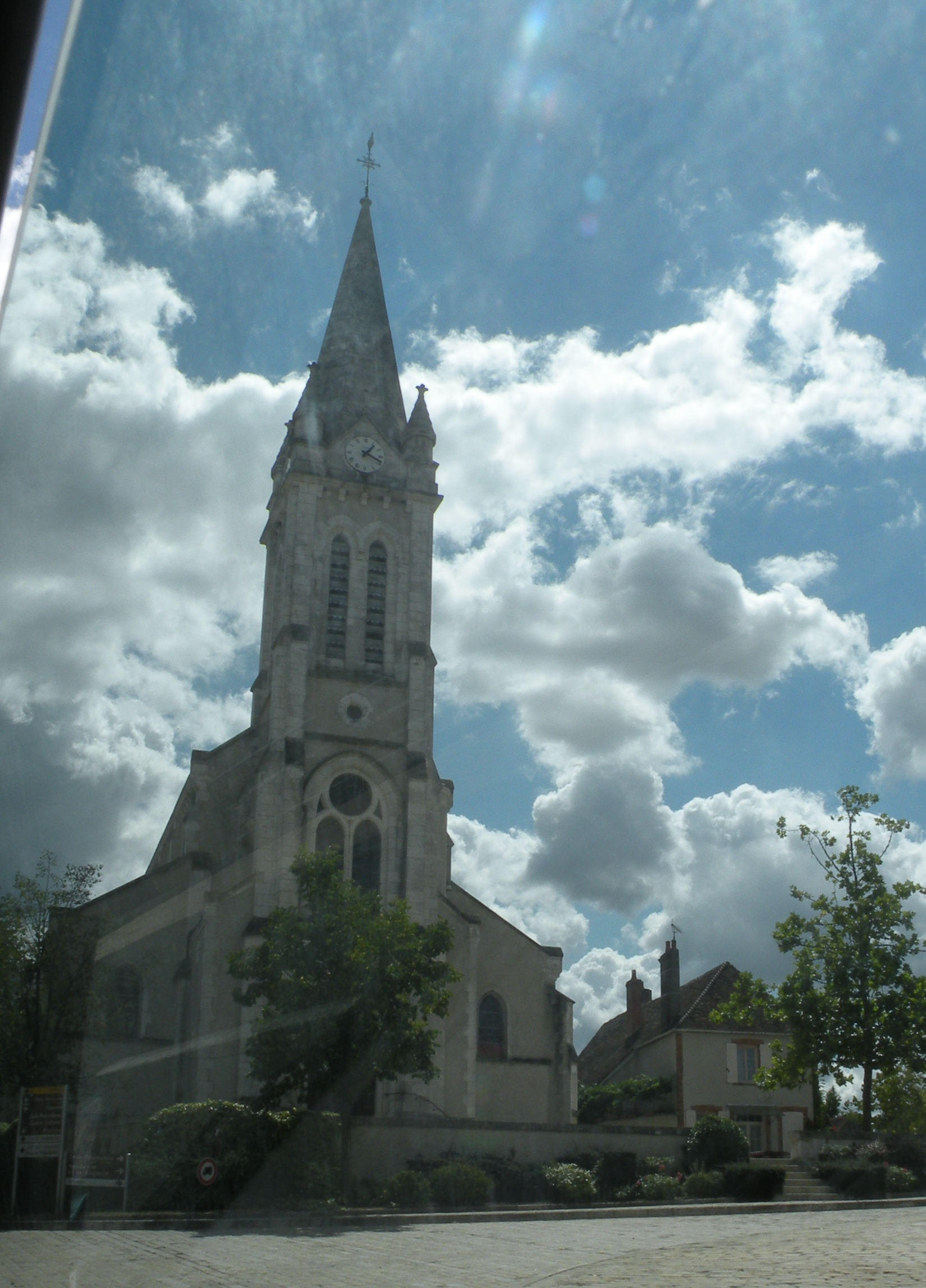
Kirche Saint-Pierre
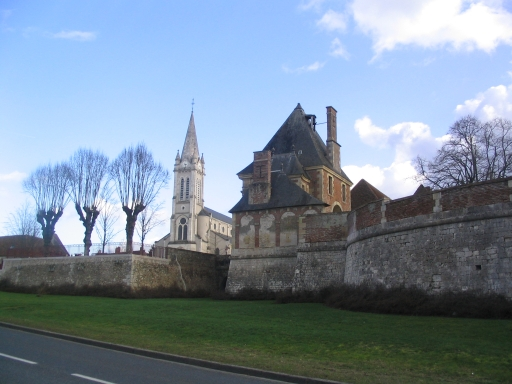
Schloss Dampierre mit der Kirche Saint-Pierre